# Стрельба на летних Азиатских играх 1974
Соревнования по стрельбе на летних Азиатских играх 1974 проходили в Спортивном комплексе Арьямехр с 2 по 7 сентября 1974 года. В соревнованиях принимали участие как мужчины, так и женщины.

## Общий медальный зачёт
| Место | Страна           | Золото | Серебро | Бронза | Всего |
| ----- | ---------------- | ------ | ------- | ------ | ----- |
| 1     | КНДР             | 10     | 4       | 0      | 14    |
| 2     | Япония           | 6      | 5       | 4      | 15    |
| 3     | Китай            | 4      | 6       | 3      | 13    |
| 4     | Республика Корея | 1      | 4       | 5      | 10    |
| 5     | Таиланд          | 1      | 2       | 6      | 9     |
| 6     | Индия            | 0      | 1       | 1      | 2     |
| 7     | Малайзия         | 0      | 0       | 1      | 1     |
| 7     | Монголия         | 0      | 0       | 1      | 1     |
| 7     | Филиппины        | 0      | 0       | 1      | 1     |
| Всего | Всего            | 22     | 22      | 22     | 66    |

## Медалисты
| Вид                                                       | Золото                 | Серебро                        | Бронза                       |
| --------------------------------------------------------- | ---------------------- | ------------------------------ | ---------------------------- |
| Пневматический пистолет                                   | Цзинь Чуньба Китай     | Пэк Иль Хён КНДР               | Вичит Чиеведж Таиланд        |
| Пневматический пистолет (команды)                         | Таиланд                | КНДР                           | Китай                        |
| Пистолет центрального боя                                 | Хироюки Акацука Япония | Ян Цян Китай                   | Пурэвийн Мьягмаржав Монголия |
| Пистолет центрального боя (команды)                       | Китай                  | Таиланд                        | Республика Корея             |
| Скорострельный пистолет                                   | Юн Джан Хо КНДР        | Кандзи Кубо Япония             | Чжан Жуньлун Китай           |
| Скорострельный пистолет (команды)                         | КНДР                   | Китай                          | Япония                       |
| Стандартный пистолет                                      | Пэк Иль Хан КНДР       | Хироюки Акацука Япония         | Сон Ун Ик Республика Корея   |
| Стандартный пистолет (команды)                            | Япония                 | КНДР                           | Республика Корея             |
| Произвольный пистолет                                     | Су Чжибо Китай         | Масанобу Охата Япония          | Сутхам Асванит Таиланд       |
| Произвольный пистолет (команды)                           | Китай                  | Япония                         | Таиланд                      |
| Пневматическая винтовка                                   | Ли Хо Джун КНДР        | Квон Джон Гён Республика Корея | Присарн Чаморнмарн Таиланд   |
| Пневматическая винтовка (команды)                         | КНДР                   | Республика Корея               | Япония                       |
| Малокалиберная винтовка лёжа                              | Сатио Хосовака Япония  | Ли Ун Хэ КНДР                  | Ли Бинъю Китай               |
| Малокалиберная винтовка лёжа (команды)                    | КНДР                   | Республика Корея               | Япония                       |
| Малокалиберная винтовка с 3 позиций                       | Хан Дон Гю КНДР        | Гэ Вэйле Китай                 | Ху Ук Бон Республика Корея   |
| Малокалиберная винтовка с 3 позиций (команды)             | КНДР                   | Китай                          | Япония                       |
| Малокалиберная стандартная винтовка с 3 позиций           | Хан Дон Гю КНДР        | Лэн Гуйин Китай                | Сомпорн Ончжим Таиланд       |
| Малокалиберная стандартная винтовка с 3 позиций (команды) | КНДР                   | Китай                          | Таиланд                      |
| Трап                                                      | Дзицука Мацуока Япония | Карни Сингх Индия              | Джордж Эрншоу Филиппины      |
| Трап (команды)                                            | Япония                 | Таиланд                        | Республика Корея             |
| Скит                                                      | Таро Асо Япония        | Ли Сын Гюн Республика Корея    | Карни Сингх Индия            |
| Скит (команды)                                            | Республика Корея       | Япония                         | Малайзия                     |